# Ureazowy test oddechowy
Ureazowy test oddechowy – nieinwazyjne badanie diagnostyczne stosowane w gastroenterologii dla potwierdzenia zakażenia błony śluzowej żołądka przez bakterię Helicobacter pylori.
Zakażenie Helicobacter pylori jest uznawane za zasadniczy czynnik etiologiczny kilku schorzeń górnego odcinka przewodu pokarmowego (choroba wrzodowa, przewlekłe zapalenie błony śluzowej żołądka, chłoniak żołądka typu MALT). Warunkiem rozpoczęcia leczenia eradykacyjnego jest ustalenie istnienia zakażenia przez tę bakterię.
Badanie polega na zastosowaniu doustnym płynu zawierającego mocznik znakowany izotopami węgla C13 lub C14. W wypadku istnienia zakażenia Helicobacter pylori dochodzi do rozłożenia znakowanego mocznika przez bakteryjną ureazę i powstaje znakowany izotopem węgla dwutlenek węgla, który jest wydalany z organizmu z powietrzem wydechowym. Badanie powietrza wydechowego pozwala na ustalenie rozpoznania infekcji H. pylori.
Przy czułości i swoistości tej metody ocenianej na ok. 95%, metoda ta wypada korzystnie w porównaniu z innymi podobnymi metodami diagnostycznymi w kierunku H. pylori.
Ze względu na koszty i utrudnienia techniczne ureazowy test oddechowy nie jest szeroko rozpowszechniony.